# Matt Gilks
Matthew „Matt” Gilks (ur. 4 czerwca 1982 w Rochdale) – szkocki piłkarz grający na pozycji bramkarza.

## Kariera klubowa

### Rochdale
Karierę piłkarską Gilks zaczął w Rochdale, w wieku 13 lat, skąd w 2000 roku został włączony do pierwszej drużyny tego zespołu. Został pierwszym bramkarzem drużyny. Spędził w tym klubie siedem lat, występując w 166 spotkaniach ligowych.

### Norwich
W 2007 roku Gilks podpisał kontrakt z grającym wtedy w Football League Championship Norwich City, jednak w barwach tego klubu nie rozegrał ani jednego spotkania.

### Blackpool
W 2008 roku Gilks podpisał kontrakt z Blackpool. W barwach tego klubu Gilks zadebiutował 12 sierpnia 2008 roku w meczu Pucharu Ligi Angielskiej z Macclesfield Town. W tym samym roku został wypożyczony do Shrewsbury Town, gdzie rozegrał tylko 4 mecze. Po powrocie z wypożyczenia, Gilks stał się z czasem pierwszym bramkarzem tego klubu. W sezonie 2009/2010 Gilks awansował ze swoim zespołem do Premier League, lecz z powodu kontuzji rozegrał w najwyższej klasie rozgrywek tylko 11 spotkań. Podpisał nowy dwuletni kontrakt w lipcu 2011 roku.

### Burnley
Gilks podpisał 2-letnią umowę w 2014 roku z beniaminkiem Premier League Burnley. W tej drużynie w ciągu 2 lat nie rozegrał żadnego ligowego meczu.

### Rangers
W czerwcu 2016 roku Gilks przeszedł do szkockiej drużyny –. Zadebiutował 19 lipca w meczu o Puchar Ligi Szkockiej przeciwko Annan Athletic.

## Kariera reprezentacyjna
Mimo że Gilks urodził się w Anglii, to w 2010 został powołany do reprezentacji Szkocji w piłce nożnej. 15 sierpnia 2012 roku zadebiutował w reprezentacji w towarzyskim meczu z Australią rozegranym w Edynburgu.